# 拉塔布勒
拉塔布勒（法語：La Table，法語發音：[la tabl]）是法国萨瓦省的一个市镇，属于尚贝里区。

## 地理
拉塔布勒（45°28'48"N, 6°10'18"E）面积14.85 平方千米，位于法国奥弗涅-罗讷-阿尔卑斯大区萨瓦省，该省份为法国东部省份，历史上为薩伏依的一部分，北起上萨瓦省，西接伊泽尔省和安省，南部和东部与上阿尔卑斯省和意大利接壤。
与拉塔布勒接壤的市镇（或旧市镇、城区）包括：尚洛朗、勒韦尔内伊、瓦尔热隆拉罗谢特。

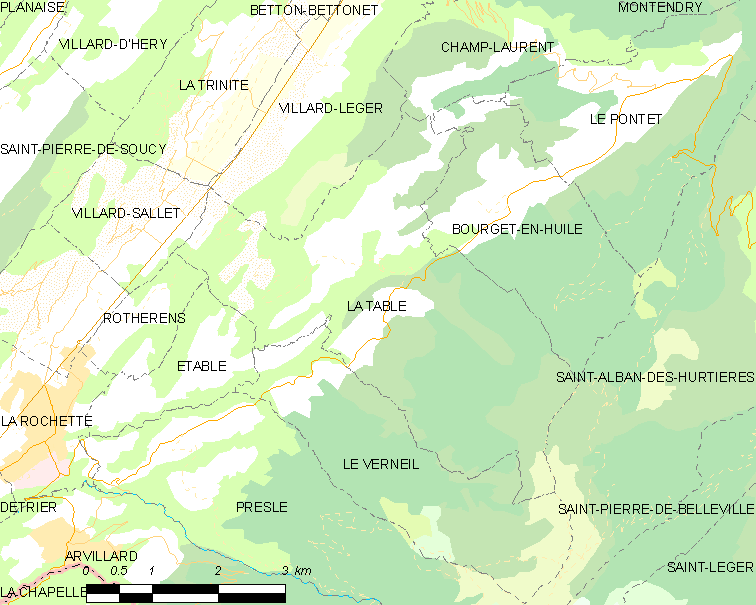
拉塔布勒的OSM定位图

拉塔布勒的时区为UTC+01:00、UTC+02:00（夏令时）。

## 行政
拉塔布勒的邮政编码为73110，INSEE市镇编码为73289。

## 政治
拉塔布勒所属的省级选区为蒙梅利扬县。

## 人口

1962-2008年间拉塔布勒人口变化图示

拉塔布勒于2022年1月1日时的人口数量为432人。